# عروسک‌گردان (ترانه)
«عروسک‌گردان» (به انگلیسی: Master of Puppets) نام یکی از ترانه‌های متالیکا است. «عروسک‌گردان» دومین قطعه از آلبومی با همین نام و اولین تک‌آهنگی است که در سال ۱۹۸۶ از آن آلبوم منتشر شد. آلبوم عروسک‌گردان (۱۹۸۶) از لحاظ ساختار با سوار بر آذرخش (۱۹۸۴) شبیه به هم هستند چرا که ترانهٔ شماره ۲ هردوی آن‌ها که هم‌نام خود آلبوم هستند، قطعه‌های پر سرعت ترَش هستند که از ترانهٔ قبلی‌شان چند دقیقه طولانی‌تر هستند. آلبوم ... و عدالت برای همه (۱۹۸۸) هم از این لحاظ شبیه دو آلبوم قبلی است.
«عروسک‌گردان» به خاطر استفادهٔ گسترده از داون‌پیکینگ و طولانی بودن بخش‌های بدون کلام‌اش شهرت دارد که تقریباً ۳ دقیقه و نیم از مجموع زمان ترانه را شامل می‌شود. ریف گیتار یکی از ترانه‌های دیوید بویی به‌نام «اندی وارهول» (۰:۴۸) در «عروسک‌گردان» (۶:۱۹) به کار رفته است. این ریف ادای احترامی است که توسط کلیف برتون و کرک همت در ترانه به‌کار رفت زیرا بویی تأثیر زیادی بر آن‌ها گذاشته بود.
به‌گفتهٔ جیمز هتفیلد شعر «عروسک‌گردان» مرتبط با مواد مخدر است که زمانی که کسی مصرف‌شان می‌کند به‌جای این‌که شخص کنترل‌کنندهٔ خود باشد، مواد مخدر شخص را کنترل می‌کند. این ترانه با صدای خنده‌های شیطانی به پایان می‌رسد. اعتیاد به کوکائین موضوع اصلی این ترانه است.
رولینگ استون در سال ۲۰۲۱ «عروسک‌گردان» را در رتبهٔ ۲۵۶ فهرست «۵۰۰ ترانه برتر تمامی دوران» و در سال ۲۰۲۳ هم آن را در رتبهٔ دوم «۱۰۰ ترانه برتر هِوی متال تمامی دوران» قرار داد.